# بایوستار
بایوستار (انگلیسی: Biostar) شرکت سخت‌افزار رایانه تایوانی است، که در سال ۱۹۸۶ تأسیس شد.